# هوبير ماتينيا
هوبير ماتينيا (من مواليد 4 نوفمبر 1995، بمدينة جنيزنو في بولندا)، هو لاعب كرة قدم دولي بولندي، يلعب في مركز الدفاع مع نادي نادي بورتو في الدوري البرتغالي الممتاز ومنتخب بولندا.

## وصلات خارجية
- هوبير ماتينيا على موقع الاتحاد الأوربي (الإنجليزية)
- هوبير ماتينيا على موقع قاعدة بيانات كرة القدم.إي يو (الإنجليزية)
- هوبير ماتينيا على موقع Soccerway.com (الإنجليزية)
- هوبير ماتينيا على موقع عالم كرة القدم.نت (الإنجليزية)